# Stany Zjednoczone na Zimowych Igrzyskach Olimpijskich 1988
Stany Zjednoczone na Zimowych Igrzyskach Olimpijskich 1988 reprezentowało 118 zawodników. Był to szesnasty start Stanów Zjednoczonych na zimowych igrzyskach olimpijskich.

## Zdobyte medale
| Medal  | Zawodnik                   | Dyscyplina sportowa  | Konkurencja     |
| ------ | -------------------------- | -------------------- | --------------- |
| Złoto  | Brian Boitano              | Łyżwiarstwo figurowe | Soliści         |
| Złoto  | Bonnie Blair               | Łyżwiarstwo szybkie  | 500 m kobiet    |
| Srebro | Eric Flaim                 | Łyżwiarstwo szybkie  | 1500 m mężczyzn |
| Brąz   | Debi Thomas                | Łyżwiarstwo figurowe | Solistki        |
| Brąz   | Peter Oppegard Jill Watson | Łyżwiarstwo figurowe | Pary sportowe   |
| Brąz   | Bonnie Blair               | Łyżwiarstwo szybkie  | 1000 m kobiet   |

## Wyniki reprezentantów Stanów Zjednoczonych

### Biathlon
Mężczyźni
- Darin Binning

bieg indywidualny - 42. miejsce
- Bill Carow

sprint - 49. miejsce
bieg indywidualny - 49. miejsce
- Lyle Nelson

sprint - 30. miejsce
- Curt Schreiner

sprint - 50. miejsce
bieg indywidualny - 52. miejsce
- Josh Thompson

sprint - 27. miejsce
bieg indywidualny - 25. miejsce
- Lyle Nelson
Curt Schreiner
Darin Binning
Josh Thompson

sztafeta - 9. miejsce

### Bobsleje
Mężczyźni
- Brent Rushlaw
Mike Aljoe

Dwójki - DNF
- Matt Roy
Jim Herberich

Dwójki - 16. miejsce
- Brent Rushlaw
Hal Hoye
Mike Wasko
Bill White

Czwórki - 4. miejsce
- Brian Shimer
Jim Herberich
Matt Roy
Scott Pladel

Czwórki - 16. miejsce

### Biegi narciarskie
Mężczyźni
- Todd Boonstra

15 km stylem klasycznym - 53. miejsce
- Kevin Brochman

30 km stylem klasycznym - 56. miejsce
50 km stylem dowolnym - 47. miejsce
- Jon Engen

30 km stylem klasycznym - 51. miejsce
50 km stylem dowolnym - DNF
- Joe Galanes

15 km stylem klasycznym - 58. miejsce
30 km stylem klasycznym - DNF
- Dan Simoneau

15 km stylem klasycznym - 29. miejsce
30 km stylem klasycznym - 49. miejsce
50 km stylem dowolnym - DNF
- Bill Spencer

15 km stylem klasycznym - 40. miejsce
50 km stylem dowolnym - 56. miejsce
- Todd Boonstra
Dan Simoneau
Bill Spencer
Joe Galanes

sztafeta - 13. miejsce
Kobiety
- Dorcas DenHartog

10 km stylem klasycznym - 40. miejsce
20 km stylem dowolnym - 23. miejsce
- Nancy Fiddler

5 km stylem klasycznym - 41. miejsce
10 km stylem klasycznym - 41. miejsce
20 km stylem dowolnym - 43. miejsce
- Leslie Krichko

5 km stylem klasycznym - 31. miejsce
10 km stylem klasycznym - 36. miejsce
- Leslie Thompson

5 km stylem klasycznym - 39. miejsce
10 km stylem klasycznym - 45. miejsce
20 km stylem dowolnym - 25. miejsce
- Betsy Youngman

5 km stylem klasycznym - 47. miejsce
20 km stylem dowolnym - 42. miejsce
- Dorcas DenHartog
Leslie Thompson
Nancy Fiddler
Leslie Krichko

sztafeta - 8. miejsce

### Hokej na lodzie
Mężczyźni
- Allen Bourbeau, Greg Brown, Clark Donatelli, Scott Fusco, Guy Gosselin, Tony Granato, Craig Janney, Jim Johannson, Peter Laviolette, Stephen Leach, Brian Leetch, Lane MacDonald, Corey Millen, Kevin Miller, Jeff Norton, Todd Okerlund, Mike Richter, Dave Snuggerud, Kevin Stevens, Chris Terreri, Eric Weinrich, Scott Young – 7. miejsce

### Kombinacja norweska
Mężczyźni
- Gary Crawford

Gundersen - 41. miejsce
- Joe Holland

Gundersen - 19. miejsce
- Todd Wilson

Gundersen - 40. miejsce
- Joe Holland
Todd Wilson
Hans Johnstone

sztafeta - 10. miejsce

### Łyżwiarstwo figurowe
Mężczyźni
- Brian Boitano

soliści - 
- Christopher Bowman

soliści - 7. miejsce
- Paul Wylie

soliści - 10. miejsce
Kobiety
- Caryn Kadavy

solistki - DNS
- Debi Thomas

solistki - 
- Jill Trenary

solistki - 4. miejsce
Pary
- Suzanne Semanick
Scott Gregory

Pary taneczne - 6. miejsce
- Kim Seybold
Wayne Seybold

Pary sportowe - 10. miejsce
- Gillian Wachsman
Todd Waggoner

Pary sportowe - 5. miejsce
- Jill Watson
Peter Oppegard

Pary sportowe - 
- Susie Wynne
Joseph Druar

Pary taneczne - 11. miejsce

### Łyżwiarstwo szybkie
Mężczyźni
- John Baskfield

1500 m - 20. miejsce
- Tom Cushman

1000 m - 17. miejsce
- Eric Flaim

1000 m - 4. miejsce
1500 m - 
5000 m - 4. miejsce
10 000 m - 4. miejsce
- Mark Greenwald

1500 m - 11. miejsce
5000 m - 9. miejsce
- Erik Henriksen

500 m - 15. miejsce
- Dan Jansen

500 m - DNF
1000 m - DNF
- Jeff Klaiber

10 000 m - 25. miejsce
- Marty Pierce

500 m - 22. miejsce
- Nick Thometz

500 m - 8. miejsce
1000 m - 18. miejsce
- Dave Silk

1500 m - 15. miejsce
5000 m - 6. miejsce
10 000 m - 14. miejsce
Kobiety
- Leslie Bader

500 m - 23. miejsce
1000 m - 7. miejsce
1500 m - 10. miejsce
3000 m - 20. miejsce
- Bonnie Blair

500 m - 
1000 m - 
1500 m - 4. miejsce
- Katie Class

500 m - 12. miejsce
1000 m - 8. miejsce
1500 m - 13. miejsce
- Mary Docter

3000 m - 19. miejsce
5000 m - 11. miejsce
- Jane Goldman

1500 m - 18. miejsce
3000 m - 11. miejsce
5000 m - 10. miejsce
- Nancy Swider-Peltz

1000 m - 24. miejsce
5000 m - 22. miejsce
- Kristen Talbot

500 m - 25. miejsce

### Narciarstwo alpejskie
Mężczyźni
- Bill Hudson

zjazd - DNF
supergigant - 30. miejsce
kombinacja - DNF
- AJ Kitt

zjazd - 26. miejsce
supergigant - DNF
kombinacja - DNF
- Doug Lewis

zjazd - 32. miejsce
- Felix McGrath

gigant - 13. miejsce
slalom - DNF
kombinacja - DNF
- Jack Miller

gigant - DNF
slalom - DNF
- Jeff Olson

zjazd - 28. miejsce
supergigant - 24. miejsce
kombinacja - DNF
- Bob Ormsby

gigant - 34. miejsce
slalom - DNF
- Tiger Shaw

supergigant - 18. miejsce
gigant - 12. miejsce
- Alex Williams

slalom - DNF
Kobiety
- Debbie Armstrong

supergigant - 18. miejsce
gigant - 13. miejsce
- Kristin Krone

zjazd - 20. miejsce
supergigant - 32. miejsce
kombinacja - 17. miejsce
- Hilary Lindh

zjazd - DNF
supergigant - 26. miejsce
kombinacja - 23. miejsce
- Beth Madsen

slalom - 11. miejsce
kombinacja - 15. miejsce
- Tamara McKinney

gigant - DNF
slalom - DNF
- Diann Roffe

gigant - 12. miejsce
slalom - 15. miejsce
- Edith Thys

zjazd - 18. miejsce
supergigant - 9. miejsce
kombinacja - DNF
- Heidi Voelker

gigant - DNF
slalom - DNF

### Saneczkarstwo
Mężczyźni
- Duncan Kennedy

jedynki - 14. miejsce
- Frank Masley

jedynki - 12. miejsce
- Jon Owen

jedynki - 23. miejsce
- Miro Zajonc
Timothy Nardiello

dwójki - 11. miejsce
- Joe Barile
Steven Maher

dwójki - 16. miejsce
Kobiety
- Cammy Myler

jedynki - 9. miejsce
- Erica Terwillegar

jedynki - 11. miejsce
- Bonny Warner

jedynki - 6. miejsce

### Skoki narciarskie
Mężczyźni
- Chris Hastings

Skocznia duża - 49. miejsce
- Mike Holland

Skocznia normalna - 33. miejsce
Skocznia duża - 32. miejsce
- Mark Konopacke

Skocznia normalna - 18. miejsce
Skocznia duża - 42. miejsce
- Ted Langlois

Skocznia duża - 50. miejsce
- Dennis McGrane

Skocznia normalna - 43. miejsce
- Rick Mewborn

Skocznia normalna - 54. miejsce
- Ted Langlois
Mark Konopacke
Dennis McGrane
Mike Holland

drużynowo - 10. miejsce